# Georg Oppenheimer
Pour les articles homonymes, voir Oppenheimer.
Georg Friedrich Ludwig Oppenheimer (né le 15 novembre 1805 à Hambourg, mort en 1884 à Lübeck) est un théoricien du droit allemand.

## Biographie
Georg Oppenheimer est le fils de Jacob Amschel Oppenheimer, hommes d'affaires et actionnaire de la banque Heckscher & Co., et son épouse Esther Heckscher, une tante de Johann Gustav Heckscher. Ses sœurs se marieront : Henriette Wilhelmine avec Johann Carl Gottlieb Arning, sénateur de Hambourg, Phillipine Adele en 1831 avec Nicolaus Ferdinand Haller, Anna Emilie avec Johannes Christoph Fehling.
Georg Oppenheimer va à l'école d'érudition Saint-Jean à Hambourg puis dans un gymnasium à Gotha. En 1823, il est étudiant en droit à l'université de Heidelberg. Après ses études, il revient vivre à Hambourg pour être avocat et devient l'un des plus importants de la ville. En 1842, sur proposition du Sénat de Hambourg, il est nommé juge à la Cour d'appel des quatre villes libres à Lübeck et exerce jusqu'à sa démission en décembre 1853 pour des raisons de santé. Il vit alors comme privatier dans Mengstraße. De 1854 à 1856, Oppenheimer est directeur de la Gesellschaft zur Beförderung gemeinnütziger Tätigkeit à Lübeck.
Oppenheimer épouse en 1833 Emilie Johanne Elise Buchholz, la fille de Carl August Friedrich Buchholz qui sera syndic de Lübeck, puis Catharina Eleonora Luise Tesdorpf. Leur fille Louise Tesdorpf sera écrivain.

## Source de la traduction
- (de) Cet article est partiellement ou en totalité issu de l’article de Wikipédia en allemand intitulé « Georg Oppenheimer » (voir la liste des auteurs).